# Pollo con arroz de Hainan
El pollo con arroz de Hainan es un plato de origen chino relacionado más frecuentemente con la gastronomía de Singapur o Malasia, si bien también se vende comúnmente en la vecina Tailandia, y está presente en Hainan, en la propia China. Así llamado por sus raíces en la cocina de Hainan y por su adopción por parte de la población emigrante china de Hainan en la región de Nanyang (actual sureste asiático), la versión presente en la zona de Singapur combina elementos de las gastronomías cantonesa y de Hainan junto con gustos culinarios del sureste asiático. El plato se popularizó en Singapur en los años 1950 por Moh Lee Twee, cuyo Restaurante Pollo con Arroz Swee Kee funcionó de 1947 a 1997.

## Preparación

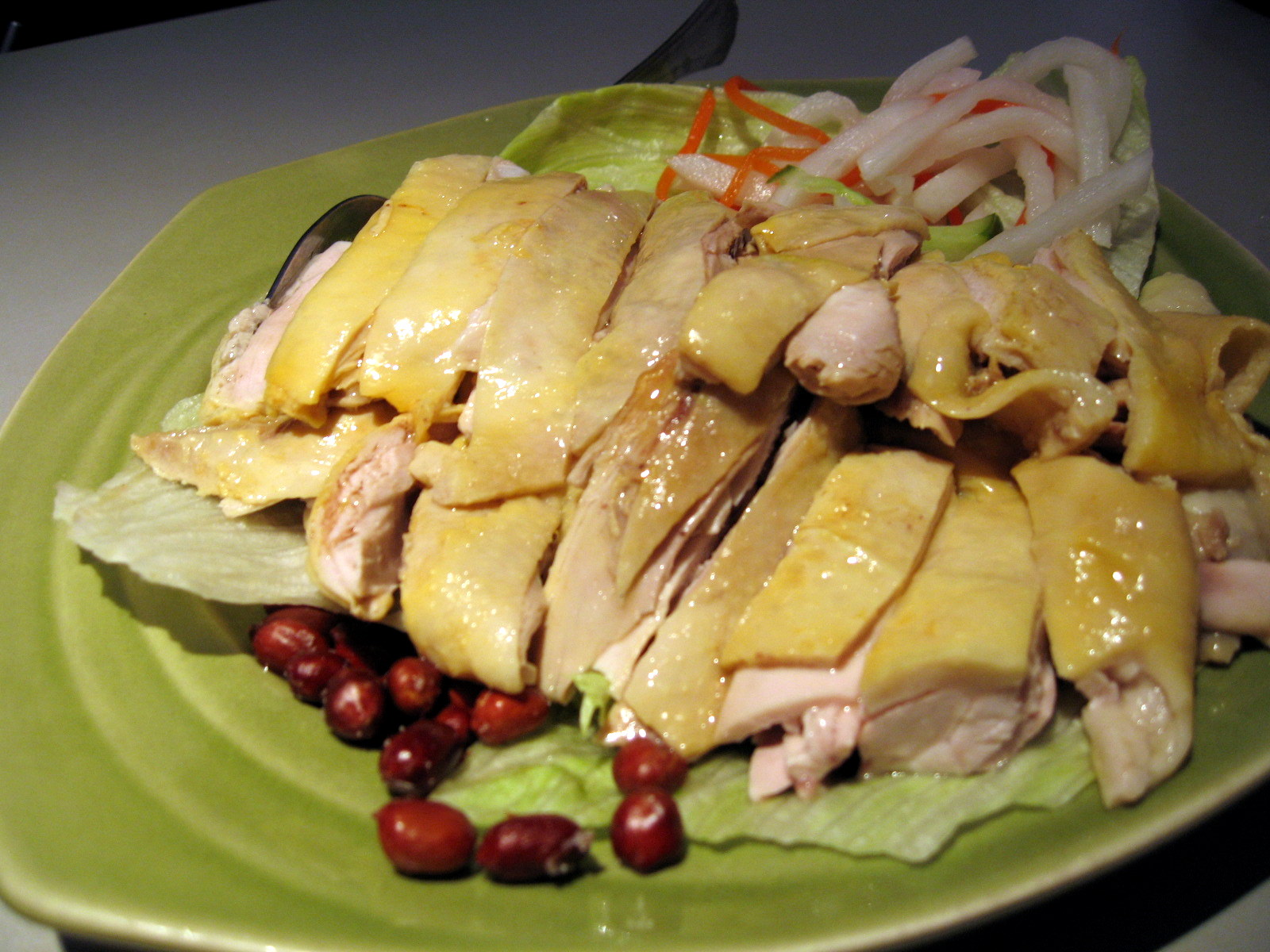
Pollo de Hainan.

El pollo se prepara con métodos tradicionales de Hainan, que incluyen cocer el pollo entero en un caldo de hueso de cerdo y pollo, reutilizando el caldo una y otra vez y añadiéndole agua solo cuando es necesario, de acuerdo con los gustos chinos para crear caldos maestros. Este caldo no se usa para preparar el arroz, que se hace con caldo de pollo creado específicamente para tal fin, dando un arroz aceitoso y rico en sabor conocido como «arroz aceitoso», al que a veces se añade hojas de pandano del sureste asiático. Algunos cocineros añaden leche de coco al arroz, lo que recuerda al plato malayo nasi lemak.
Los hainaneses prefieren aves viejas y gordas para lograr extraer más cantidad de aceite, creando así un plato con más sabor. Con el tiempo, sin embargo, el plato empezó a adoptar elementos de la cocina cantonesa, como usar aves más jóvenes para lograr carnes más tiernas. En otra variante, el ave se entierra en hielo antes de cocinarlo para obtener una piel parecida a gelatina, lo que normalmente se llama báijī (白鸡), ‘pollo blanco’, en contraste con el más tradicional lǔjī (卤鸡, ‘caldo de pollo’) o shāojī (烧鸡, ‘pollo asado’). En Singapur, donde el progreso ha hecho inviable el mantenimiento y almacenamiento de caldos maestros, la carne se cocina en agua hirviendo condimentada con ajo y jengibre, usándose el caldo resultante en la preparación del arroz y también para la sopa acompañante.
El plato suele servirse con varias salsas para mojar, incluyendo salsa de guindilla y jengibre machacado. Es frecuente ofrecer también en Hainan una tercera salsa que incluye salsa de ostra mezclada con ajo, mientras la salsa de soja oscura se sirve más comúnmente en Malasia y Singapur. La versión de la guindilla en estas regiones es también mucho más picante, reflejando sus influencias del sureste asiático, y puede también incluir una mezcla de guindilla con ajo. La mayoría de los platos se sirven con pepino en rodaja, siguiendo el gusto chino de incluir alguna variedad para una comida más completa.
A veces se sirve en Singapur y Malasia una versión deshuesada del pollo con arroz.

## Variantes regionales

### Singapur

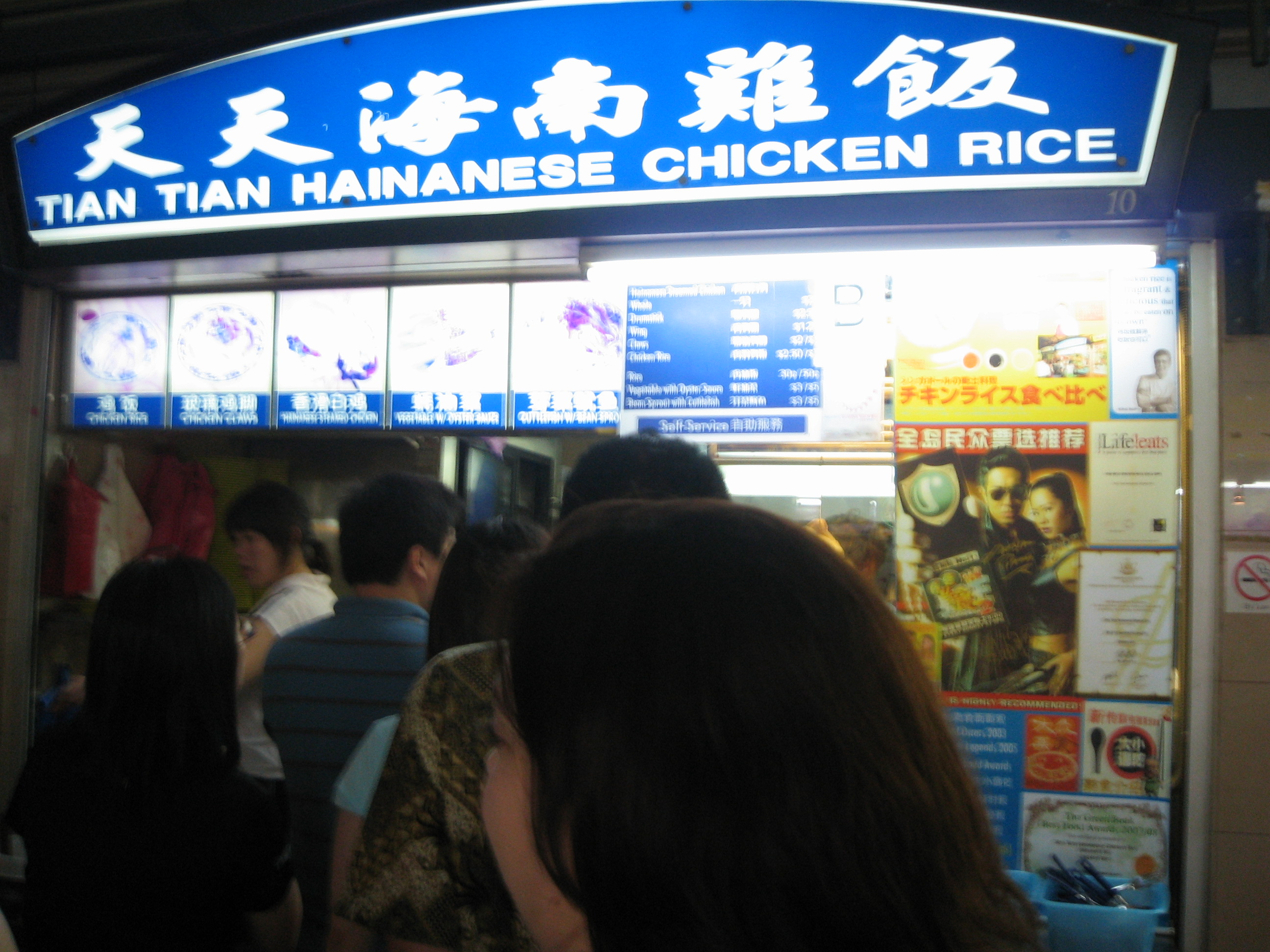
La tienda de pollo con arroz Tian Tian de Hainan.

El predominio de puestos vendiendo pollo con arroz de Hainan como principal especialidad en Singapur subraya la indiscutible popularidad del plato entre los singapurenses y los visitantes extranjeros. El pollo con arroz de Hainan se considera a menudo un plato nacional de Singapur, y se sirve frecuentemente en exposiciones y eventos globales en el extranjero, además de restaurantes de todo el mundo regentados por singapurenses. El pollo con arroz de Hainan es también uno de los pocos platos locales servidos en vuelos de Singapore Airlines.
En Singapur, el pollo con arroz de Hainan se vende en puestos y food courts. Hay puestos de pollo con arroz de Hainan que han establecidos franquicias o sucursales, incluyendo Five Star Hainanese Chicken Rice, Boon Tong Kee, Tian Tian, Loy Kee y otros, que tienen muchos locales por toda la isla. El precio varía entre 2 y 4S$ (el último si el plato incluye un muslo). Algunos locales sirven extras, como huevo duro, hígado de pollo, tofu y kai-lan como guarniciones, costando habitualmente cada plato entre 0,50 y 1,50S$. Algunos sirven platos combinados que incluyen estas guarniciones.
Las cafeterías regentadas por hainaneses tienden a servir recetas de la cocina de Hainan, con el pollo con arroz siendo el plato estrella. Otros platos de Hainan incluyen chuletas de cerdo, verduras, pescado, huevos y char siu.

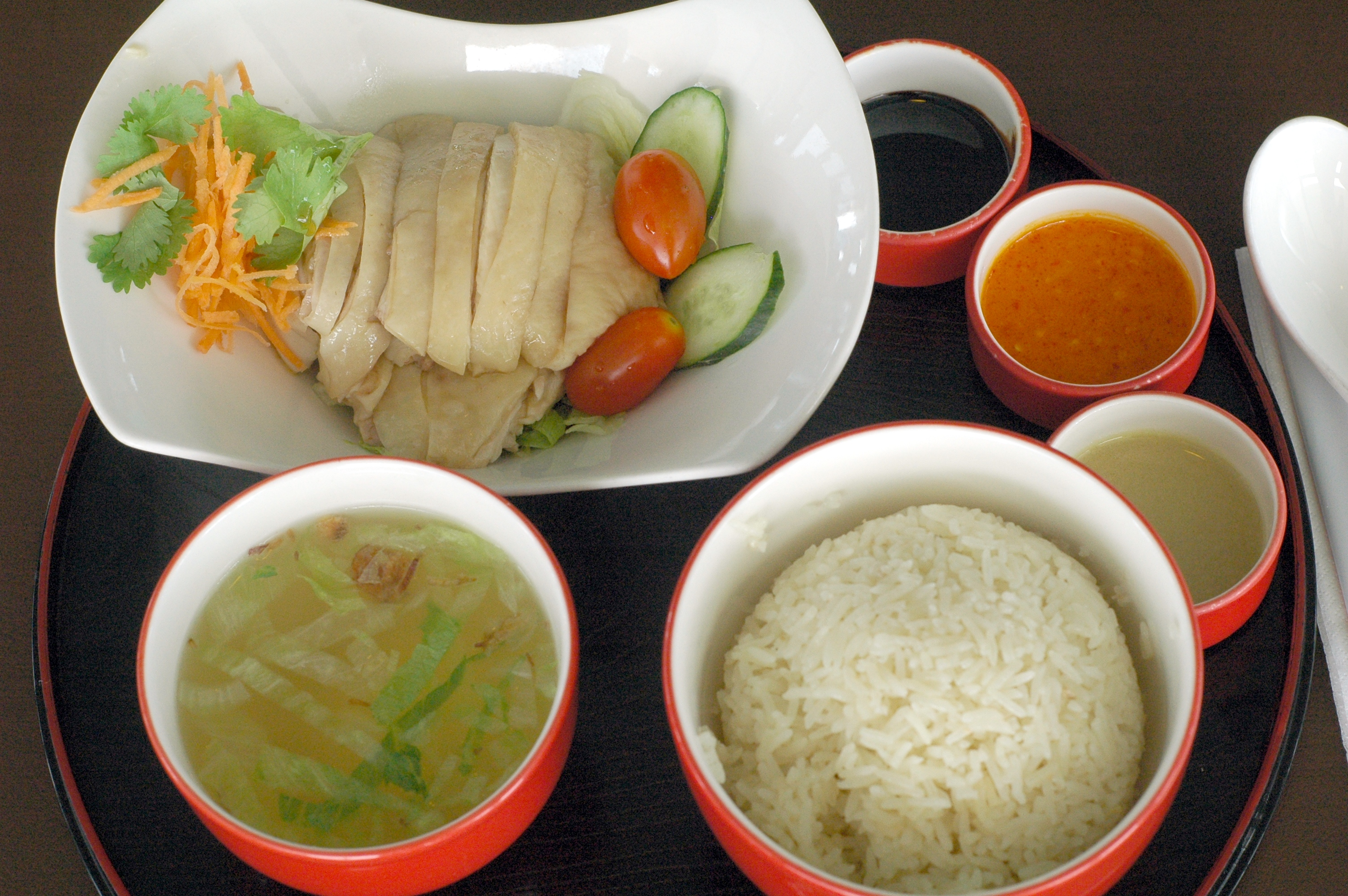
Pollo con arroz de Hainan en Chatterbox, Meritus Mandarin.

Las cantinas de las escuelas también sirven pollo con arroz, pero suelen tener un estilo más simple, incluyendo solo el pollo cortado con arroz y salsa de soja como opción más sana.
Singapur, como Malasia, cuenta con otras variantes de este plato, que incluyen el uso de pollo asado en lugar de cocido.

### Malasia
El pollo con arroz de Ipoh, de la ciudad malaya de Ipoh, suele servirse con brotes de judías. Se trata de una versión muy popular del pollo con arroz, que han adoptado lentamente muchos locales especializados en este plato, añadiendo brotes de judías. El pollo con arroz también puede acompañarse con una simple sopa de albóndigas de cerdo.
Además de esto, diversos vendedores callejeros también sirven una variedad de asaduras de pollo —molleja, hígado e intestinos— que también es popular entre los amantes del pollo con arroz.
En Malaca, el pollo se sirve con bolas de arroz en lugar de con un cuenco de arroz. El arroz se prensa en bolas del tamaño de pelotas de golf y se sirve junto al pollo troceado. Este plato se toma de la misma forma que la versión normal, asegurándose de tomar un trozo de pollo, algo de arroz y salsa de soja y guindilla en cada bocado. Los cocineros más antiguos argumentan que originalmente se dio forma de bola al arroz porque se necesitaba mantenerlo templado desde el momento en que era cocinado (a menudo más temprano en el día) hasta la hora del almuerzo. Aparentemente cuando las bolas de arroz se guardaban en recipientes de madera se mantenían calientes durante más tiempo. La otra teoría es que las bolas de arroz eran más fáciles de llevar y por tanto los trabajadores de las plantaciones las traían más fácilmente desde sus casas. Actualmente las bolas de arroz son apreciadas más como novedad que como otra cosa.

El pollo con arroz está disponible en Malasia en cafeterías chinas, pero también en puestos callejeros y cadenas de restaurantes tales como The Chicken Rice Shop y Nam Heong. La mayoría de los vendedores de pollo con arroz del país ofrecen también una variante de pollo asado en lugar del cocido normal. Otras variantes incluyen una versión a la barbacoa y otra asada con miel.

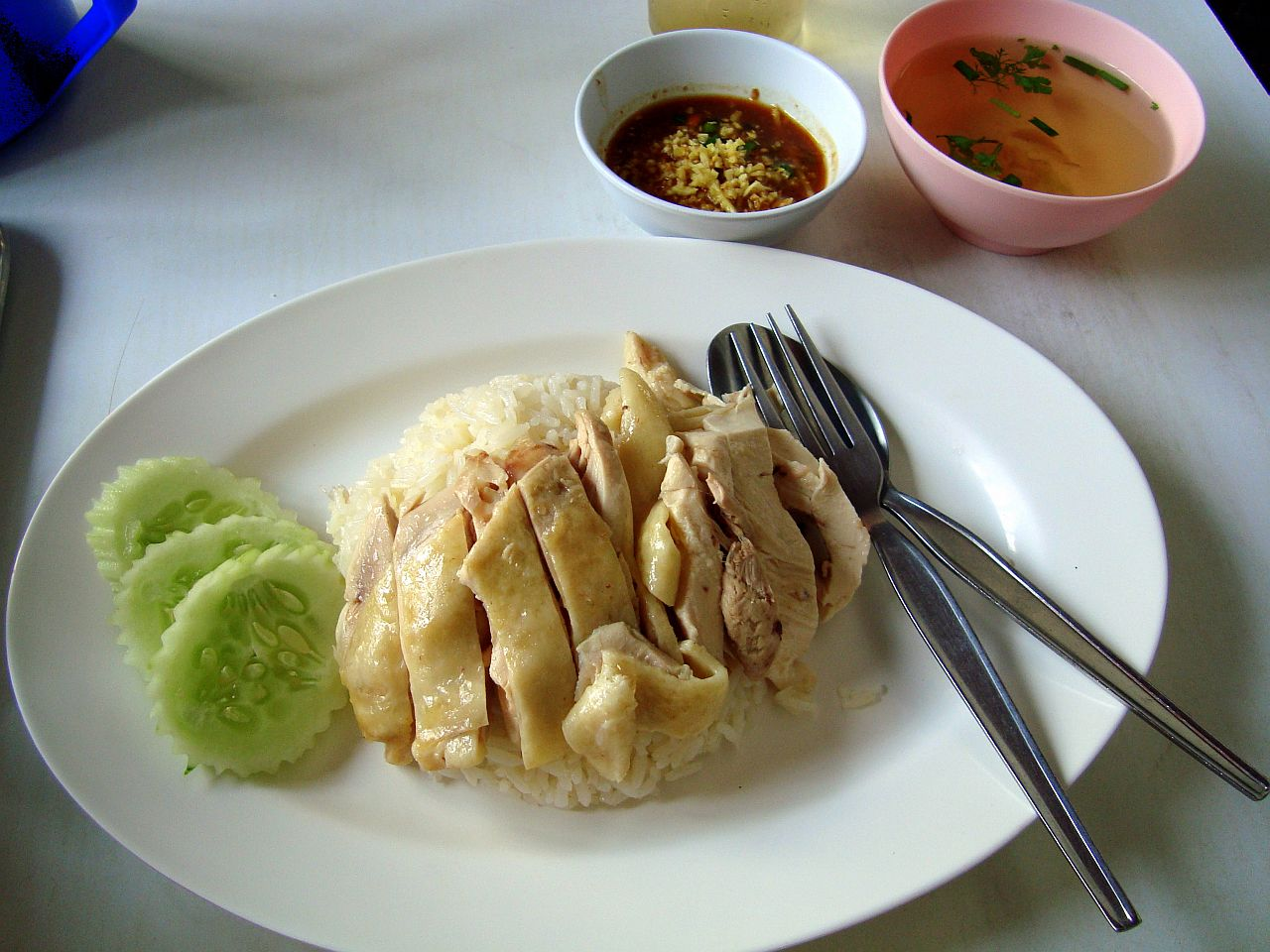
Khao mun gai en Chiang Mai, Tailandia.

### Tailandia
El pollo con arroz de Hainan es un plato común en Tailandia, donde se llama khao mun gai (ข้าวมันไก่). Se sirve con una guarnición de pepino y a veces con sangre de pollo y cilantro fresco, junto con un cuenco de caldo de pollo claro. La salsa que acompaña al plato se hace con tauchu (pasta de soja amarilla), salsa de soja espesa, guindilla, jengibre, ajo y vinagre.
En los locales más tradicionales que sirve khao mun gai, el plato solo está disponible hasta la hora del almuerzo.